# Pölöskefő
Pölöskefő ist eine ungarische Gemeinde im Kreis Nagykanizsa im Komitat Zala. Zur Gemeinde gehört der südlich gelegene Ortsteil Dusnok.

## Geografische Lage
Pölöskefő liegt 28 Kilometer südöstlich des Komitatssitzes Zalaegerszeg und 17 Kilometer nordwestlich der Kreisstadt Nagykanizsa. Nachbargemeinden sind Gelse, Zalaszentbalázs und Kacorlak.

## Söhne und Töchter der Gemeinde
- Ferenc Mező (1885–1961), Lehrer und Schriftsteller

## Sehenswürdigkeiten
- Antal-Kovács-Kruzifix, erschaffen von Gusztáv Kutasy
- Ferenc-Mező-Büste, erschaffen von Gyula Dienes
- Imre-Lehel-Markó-Büste, erschaffen von Gyula Dienes
- Landsitz Pálffy (Pálffy-kúria)
- Marienstatue (Mária Szeplőtlen Szíve), erschaffen 1924 von Imre Kutasi
- Römisch-katholische Kirche Bűnbánó Magdolna, erbaut 1875 im neobarocken Stil
- Weltkriegsdenkmale (I. és II. világháborús emlékmű)

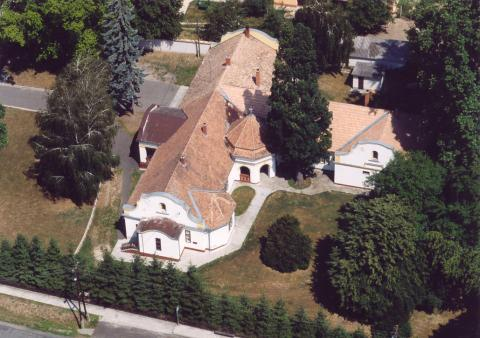
Blick auf den Landsitz Pálffy

## Verkehr
In Pölöskefő treffen die Landstraßen Nr. 7529 und Nr. 7531 aufeinander, zwei Kilometer westlich der Gemeinde verläuft die Hauptstraße Nr. 74. Der nächstgelegene Bahnhof befindet sich zwei Kilometer östlich in Gelse.